# 南比靈斯 (北達科他州)
南比靈斯（英語：South Billings）是位於美國北達科他州比靈斯縣的一個未組織地區。

## 地方資料
南比靈斯的面積為891.22平方千米，當中陸地面積為886.67平方千米，而水域面積為4.55平方千米。根據2010年美國人口普查的數據，當地共有人口204人，而人口密度為每平方千米0.23人。